# افی گری (فیلم)
افی گری (انگلیسی: Effie Gray) فیلمی در ژانر زندگینامه‌ای است که در سال ۲۰۱۴ منتشر شد.

## بازیگران
- داکوتا فانینگ
- اما تامسون
- تام استاریج
- درک جاکوبی
- جیمز فاکس
- کلودیا کاردیناله
- دیوید سوشی
- جولی والترز
- ریکاردو اسکامارچو
- رابی کالتران
- راسل تووی